# Mahates
Mahates is een gemeente in het Colombiaanse departement Bolívar. De gemeente telt 22.983 inwoners (2005).
De plaats werd in 1533 door de Spanjaard Pedro de Heredia opgericht.
Tot de gemeente behoort Palenque de San Basilio, in 2005 uitgeroepen tot een Meesterwerk van het Orale en Immateriële Erfgoed van de Mensheid.

## Indeling

### Wijken van Mahates
- 12th of October
- 16th of May
- August 7
- Centella
- El Campo
- El Puente
- La Concepcion
- La Guayana
- La Loma
- La Vera
- Remanso de Paz
- Santander

### Corregimientos
- Evitar
- Gamero
- Malagana
- Mandinga
- San Basilio de Palenque
- San Joaquin

### Veredas
- Cruz del Vizo
- La Manga
- Paraiso
- Pava
- Raicero
- Songo
- Todo Sonrisa

- Library of Congress Control Number: n98098064
- Nationale Bibliotheek van Israël: 987007538032305171
- Virtual International Authority File: 131530386

Achí
· Altos del Rosario
· Arenal
· Arjona
· Arroyohondo
· Barranco de Loba
· Brazuelo de Papayal
· Calamar
· Cantagallo
· Cartagena
· Cicuco
· Clemencia
· Córdoba
· El Carmen de Bolívar
· El Guamo
· El Peñón
· Hatillo de Loba
· Magangué
· Mahates
· Margarita
· María La Baja
· Montecristo
· Morales
· Norosí
· Pinillos
· Regidor
· Río Viejo
· San Cristobal
· San Estanislao
· San Fernando
· San Jacinto
· San Jacinto del Cauca
· San Juan Nepomuceno
· San Martín de Loba
· San Pablo
· Santa Catalina
· Santa Cruz de Mompox
· Santa Rosa
· Santa Rosa del Sur
· Simití
· Soplaviento
· Talaigua Nuevo
· Tiquisio
· Turbaco
· Turbaná
· Villanueva
· Zambrano